# العلاقات المجرية النرويجية
العلاقات المجرية النرويجية هي العلاقات الثنائية التي تجمع بين المجر والنرويج.

## مقارنة بين البلدين
هذه مقارنة عامة ومرجعية للدولتين:
| وجه المقارنة                                              | المجر                                                       | النرويج                                                   |
| --------------------------------------------------------- | ----------------------------------------------------------- | --------------------------------------------------------- |
| المساحة (كم2)                                             | 93.04 ألف                                                   | 385.21 ألف                                                |
| عدد السكان (نسمة)                                         | 9.78 مليون                                                  | 5.33 مليون                                                |
| الكثافة السكانية (ن./كم²)                                 | 105.12                                                      | 13.84                                                     |
| العاصمة                                                   | بودابست                                                     | أوسلو                                                     |
| اللغة الرسمية                                             | لغة مجرية                                                   | بوكمول، لغات السامي، نينوشك، اللغة النرويجية              |
| العملة                                                    | فورنت مجري                                                  | كرونة نروجية                                              |
| الناتج المحلي الإجمالي (بليون دولار)                      | 139.14 مليار                                                | 398.83 مليار                                              |
| الناتج المحلي الإجمالي (تعادل القوة الشرائية) بليون دولار | 260.42 مليار                                                | 322.23 مليار                                              |
| الناتج المحلي الإجمالي الاسمي للفرد دولار أمريكي          | 12.36 ألف                                                   | 74.40 ألف                                                 |
| الناتج المحلي الإجمالي للفرد دولار أمريكي                 | 25.07 ألف                                                   | 65.61 ألف                                                 |
| مؤشر التنمية البشرية                                      | 0.828                                                       | 0.944                                                     |
| رمز المكالمات الدولي                                      | +36                                                         | +47                                                       |
| رمز الإنترنت                                              | .hu                                                         | .no                                                       |
| المنطقة الزمنية                                           | ت ع م+01:00، ت ع م+02:00، أوروبا/بودابست ‏، توقيت وسط أوروبا | ت ع م+01:00، ت ع م+02:00، توقيت وسط أوروبا، أوروبا/أوسلو ‏ |

## منظمات دولية مشتركة
يشترك البلدان في عضوية مجموعة من المنظمات الدولية، منها:
| علم المنظمة | اسم المنظمة                               | تاريخ انضمام المجر | تاريخ انضمام النرويج |
| ----------- | ----------------------------------------- | ------------------ | -------------------- |
|             | وكالة ضمان الاستثمار متعدد الأطراف        | 21 أبريل 1988      | 9 أغسطس 1989         |
|             | منظمة التعاون الاقتصادي والتنمية          | 7 مايو 1996        | ?                    |
|             | الأمم المتحدة                             | 14 ديسمبر 1955     | 27 نوفمبر 1945       |
|             | الوكالة الدولية للطاقة                    | ?                  | ?                    |
|             | الفريق المعني برصد الأرض                  | ?                  | ?                    |
|             | مركز تنسيق الحركة في أوروبا ‏              | ?                  | ?                    |
|             | منظمة حظر الأسلحة الكيميائية              | ?                  | ?                    |
|             | منظمة التجارة العالمية                    | 1995               | 1995                 |
|             | منظمة الشرطة الجنائية الدولية             | ?                  | ?                    |
|             | منظمة الأمن والتعاون في أوروبا            | 25 يونيو 1973      | 25 يونيو 1973        |
|             | مؤسسة التنمية الدولية                     | 29 أبريل 1985      | 24 سبتمبر 1960       |
|             | حلف شمال الأطلسي                          | 12 مارس 1999       | 4 أبريل 1949         |
|             | نظام تحكم تكنولوجيا القذائف               | 1993               | 1990                 |
|             | يونسكو                                    | 14 سبتمبر 1948     | 4 نوفمبر 1946        |
|             | مجلس أوروبا                               | 6 نوفمبر 1990      | 5 مايو 1949          |
|             | Strategic Airlift Capability ‏             | ?                  | ?                    |
|             | الاتحاد البريدي العالمي                   | ?                  | ?                    |
|             | البنك الدولي للإنشاء والتعمير             | 7 يوليو 1982       | 27 ديسمبر 1945       |
|             | اتفاقية السماوات المفتوحة                 | ?                  | ?                    |
|             | الاتحاد الدولي للاتصالات                  | 1866               | 1866                 |
|             | مؤسسة التمويل الدولية                     | 29 أبريل 1985      | 20 يوليو 1956        |
|             | المنظمة الأوروبية لسلامة الملاحة الجوية   | 1992               | 1994                 |
|             | المركز الدولي لتسوية المنازعات الاستشارية | 6 مارس 1987        | 15 سبتمبر 1967       |
|             | مجموعة أستراليا                           | 1993               | 1986                 |
|             | مجموعة الموردين النوويين                  | ?                  | ?                    |

## وصلات خارجية
- موقع وزارة الخارجية المجرية
- موقع وزارة الخارجية النرويجية